# Vitry-en-Charollais
Vitry-en-Charollais – miejscowość i gmina we Francji, w regionie Burgundia-Franche-Comté, w departamencie Saona i Loara.
Według danych na rok 1990 gminę zamieszkiwały 952 osoby, a gęstość zaludnienia wynosiła 45 osób/km² (wśród 2044 gmin Burgundii Vitry-en-Charollais plasuje się na 244. miejscu pod względem liczby ludności, natomiast pod względem powierzchni na miejscu 407.).